# 萬劍機場聯合遙攻武器
萬劍機場聯合遙攻武器（簡稱萬劍彈）是中華民國中科院代號「萬劍計畫」所發展的視距外反跑道集束巡弋飛彈，專門用於炸毀機場跑道以癱瘓其起降功能，也可攻擊雷達或人員聚集地。

## 發展歷史
2004年12月，自由時報報導由漢翔揭露，由經國號戰鬥機10004號原型機掛載萬劍彈測試照片；中華民國空軍進行萬劍彈首次機載試射在2010年5月13日進行，由443聯隊所屬的F-CK-1經國號戰鬥機執行任務。
2012年10月24日，中華民國立法院第八屆第二會期國防委員會第十三次全體委員會議提案要求「萬劍武器系統量產」應依原規劃於民國103年(2014年)開始執行。
2013年5月4日及9月10日中華民國空軍分別完成萬劍彈量產的「作戰需求」與「系統分析」。
2014年初，空軍443聯隊第一批共71架的F-CK-1A/B MLU經國號戰鬥機，已完成翔展專案的「翔展一號」經國號與萬劍彈間之系統升級整合作業，萬劍武器系統量產代號「神斧專案」，427聯隊的56架也將於2014下半年進行「翔展二號」升級計畫，2017年年底所有129架經國號戰鬥機都將可掛萬劍遙攻武器。
預計2014年通過「投資綱要計畫」審查後，年底前完成建案，2015年起開始量產。2014年12月31日，國防部空軍司令部與中科院簽訂「神斧專案委製協議書」，以69億3757萬新台幣的價格從2015至2020年生產萬劍武器系統，量產總數不明。
2018年8月初中華民國空軍針對國造「萬劍彈」首度實施戰術測評後，發現高空投射出現的部份瑕疵問題。經過中科院針對問題進行驗證及修正，於2019年4月23日13時40分由編號為1609的F-CK-1 B MLU雙座戰機針對高、低空各投射一枚。試驗結果精準命中東南海域海上靶區，並再度驗證可於視距外針對沿海以及海上登陸船團進行攻擊。由於海域的天候良好，最後一刻決定兩枚全部發射，分自高、低空投放，以驗證在不同高度和戰術動作下的可靠度與精準度。
2022年6月底中科院飛彈量產廠房完工後，萬劍彈由原年產18枚提升到50枚。
根據立法院通過的「海空戰力提升計畫採購特別預算案」，萬劍彈經費共達125億元，從111年度啟動量產，至113年度結束前完成，萬劍彈總計將逾200枚以上。
2022年9月，根據國防部送交立法院的113年度國防部公開預算書顯示，空軍新增了一項在113至117年度預算執行的「萬劍飛彈武器系統」委製案，可能就是萬劍彈的114年度持續量產預算。

## 設計
萬劍彈外型設計與運用概念與美國AGM-158聯合空對面遙攻飛彈（JASSM）及英、法合作生產的暴風影飛彈類似，視距外作戰需求和彈體內裝反跑道集束炸彈。
萬劍彈採用了錐形彈頭、箱型彈體、收折式彈翼、渦輪噴射推進、四片全動式尾翼等外型設計。其結構從頭到尾依序可分為彈錐段、電子部件段、裝有集束彈的戰鬥部、收折式彈翼與伺服機構段、燃料段、渦輪發動機與進氣口的動力段、全動式尾翼。
飛行動力則採用中科院自行研製的渦輪扇發動機與滑翔混合推進，有別於美國的AGM-154聯合戰區外武器僅靠滑翔推進（增程版的JSOW-ER （页面存档备份，存于）才配備渦扇動力），故萬劍彈射程將提高，從臺灣海峽中線可直接進行有效距離外進行遠程投射，壓制敵軍機場，對福建、廣東等一線城市進行打擊，透過破壞機場、癱瘓部隊集結區、裝卸區、或陣地等途徑，為台海防衛作戰爭取外力干涉所需要的時間。

## 性能推估
- 全長：4.5~5.0公尺。
- 重量：800~900公斤。
- 翼展：2.0~2.5公尺。
- 武裝：集束炸彈，內置彈藥為多枚反跑道浸澈炸彈（英语：Anti-runway penetration bomb）或空投地雷（英语：Family of Scatterable Mines）[18]。
- 載具：F-CK-1A/B MLU、F-CK-1C/D。
- 最大射程：初始型射程超過200公里，改良型射程超過400公里。
- 導引方式：中途飛行導引採全球定位系統（GPS）與慣性導航系統（INS）並搭配地形辨識（TERCOM）；終端導引採影像紅外線（IIR）與數位影像辨識對比（DSMAC）[2]。
- 飛行方式：渦輪扇發動機推進與滑翔[3]。
- 研發金額：近30億元新台幣[19]。
- 生產狀況：2015年起開始量產[20]。

## 國際法
集束彈藥為國際法集束彈藥公約中的禁用武器，已有107個國家簽署棄用，但臺海兩岸雙方均未簽署該公約。地雷則為國際法渥太華條約中的禁用武器，已有40多個國家簽署棄用，但臺海兩岸雙方也一樣均未簽署該條約。